# The Cotton Club Atlanta 1988
The Cotton Club Atlanta 1988 è un album di Jeff Healey, pubblicato nel 1988.

## Tracce
1. Instrumental – 5:37
2. Farther On Up the Road – 5:51
3. My Little Girl – 3:52
4. Blue Jean Blues – 9:24
5. Confidence Man – 4:09
6. I Need to Be Loved – 4:13
7. White Room – 7:02
8. See the Light – 8:28
9. Hideaway – 5:22
10. All Along the Watchtower – 10:25